# Франко Каліфано
Франко Каліфано (італ. Franco Califano, нар. 14 вересня 1938, Триполі, Лівія — пом. 30 березня 2013, Рим, Італія) — італійський співак, кантауторе, текстяр, поет, письменник, актор.
Випустив 31 альбом, з яких студійних 21, відкритих 4, збірок 5 та 1 міньйон.

## Біографія
Уродженець Пагані у провінції Салерно Франко ненароком народився у літаку в небі лівійської столиці, у той час території Італії. Виріс та багато років живе у Римі, а також провів вісім років у Мілані.
Уже заарештований у 1970 році за зберігання наркотиків, до чого був також причетний Walter Chiari, знову опиняється в буцегарні з тих самих причин, а також за незаконне носіння зброї у 1983 році, у цей раз разом з телеведучим Enzo Tortora.
Під час останнього свого тюремного перебування склав альбом Impronte digitali (Відбитки пальців), який передусім базується на досвіді цього періоду. В обох процесах Каліфано був виправданий «за відсутністю факту», про що й неодноразово згадував у своїх книжках та інтерв'ю.
Каліфано пробує свої сили як письменник та есеїст у таких працях як Ti perdo — Diario di un uomo da strada (Втрачаю — Щоденник людини з вулиці), Il cuore nel sesso (Одержиме серце), Sesso e sentimento (Секс і почуття) та Calisutra — Storie di vita e casi dell'amore raccontati dal maestro (Калісутра — Життєві історії та любовні випадки, оповідані знавцем).
А в 2008 — автобіографія Senza Manette, (Без наручників) написана у чотири руки з Pierluigi Diaco.
Був виконавцем фотокоміксу та кіноактором у Sciarada alla francese (1963), Gardenia, il giustiziere della mala (1979), Due strani papà (1983) з Pippo Franco, Viola bacia tutti (1998) та Questa notte è ancora nostra (2008).
У 2006 році стає учасником третього сезону Реаліті-шоу Music Farm, який вела Сімона Вентура. У 2007 та 2010 роках бере участь у двох випусках Ciao Darwin з Paolo Bonolis.
Живе на віллі поблизу Рима, у Ачільї (Acilia), Каліфано витатуював на правому передпліччі свою знамениту фразу Tutto il resto è noia (Все руїна та нудьга). Вона цитувалась також у телесеріалі Romanzo criminale (Кримінальний роман) під час укладення шлюбу одним з учасників банди.
Завжди культивував імідж [[розчарованого латинського коханця, трохи цинічного, трохи романтичного.
Шанувальники звуть його Califfo (Халіф) або maestro, наслідуючи Fiorello, актора Max Tortora]], Gianfranco Butinar. Отримав диплом Гонорис кауза з Філософії у Нью-Йоркському університеті.
У 2010 році, через слабке здоров'я, що спричинилось у наслідок перелому трьох хребців в результаті падіння зі сходів, не працював.

## Автор пісень та поет
Здавна автор текстів та поезій Каліфано відомий через пісні, виконані його власною персоною, але набагато частіше він писав для інших артистів, серед яких: Міа Мартіні (Minuetto, написана у парі з Dario Baldan Bembo та La nevicata del '56); Орнелла Ваноні (La musica è finita, на музику Umberto Bindi, написана з Nisa, Una ragione di più, написана зMino Reitano); Peppino di Capri (Un grande amore e niente più, яка перемогла на Фестивалі Санремо 1973); Bruno Martino (E la chiamano estate, написана разом з тим самим Martino); Edoardo Vianello та Wilma Goich (Semo gente de borgata). Його також текст Un'estate fa, Кавер-версія Une belle histoire французького співака Мішеля ФюҐена (Michel Fugain). Le notti d'agosto привела до успіху Лоретту Ґодджі (Loretta Goggi). Для Міни він написав цілий альбом «Amanti di valore» 1974. Мало популярний у публіки диск з музикою Carlo Pes визнаний критикою як справжній шедевр.
Йому належить ідея назви гурту Ріккі е Повері, яку він запропонував музикантам, маючи велику симпатію до них.
До його найбільших успіхів як кантауторе відносять: Tutto il resto è noia (на музику Франка Дел Джудіче (Frank Del Giudice), Fijo mio (на музику Амедео МінҐі, [La mia libertà та Io nun piango (присвячена другові П'єро Чампі), (музичне теж належать Каліфано), [Ti perdo, Io per le strade di quartiere, з якою бере участю Санремо-88, [Un tempo piccolo, пісня записана також "Tiromancino.
Франко Каліфано є також автором численних поетичних творів, часто у формі сонета. Можна пригадати Secondo me l'amore, Il gigante de casa, Beata te, te dormi, Nun me portà a casa. Надзвичайно популярні деякі його гумористичні та фривольні поезії: Pasquale l'infermiere (зачіпає тему неочікуваної вагітності), Cesira (має темою пластичну хірургію), Avventura con un travestito (розповідає про любовну зустріч зі збоченцем), La seconda (про сексуальну невситимість одруженої жінки). Ці приємні для фанів твори, справно декламуються на його рециталах та концертах.
Як музиканту Каліфано належать деякі звукові доріжки, наприклад, до фільму «Due strani papà», де він також грав головну роль разом з Піппо Франко.

## Санремо
Перша його поява на Фестивалі Санремо припадає на 1988 рік з Io per le strade di quartiere (Я на вулицях гварталу)написана разом з Тото Кутуньо, який її музикував. Повертається у 1994 році з Napoli та у 2005 році з Non escludo il ritorno (Я не виключаю повернення), написана разом з Tiromancino.

## Політика
Коли Франко був заарештований у 1983 році, він написав листа з проханням допомоги та підтримки до Беттіно Краксі, лідера соціалістів, і отримав їх; після цього випадку вони стали друзями.
На політичних виборах 1992 року був кандидатом від Соціалістичної демократичної партії Італії (Partito Socialista Democratico Italiano (PSDI)), однак обраний не був.

## Релігія
Франко Каліфано визначає себе римо-католиком. Під час інтерв'ю на радіо публічно виявив своє захоплення папою Бенедиктом XVI, сказавши про нього: «Він сподобався мені зразу і продовжує бути таким, яким я уявляв його: чоловік освічений, політичний, сильний, твердий, коли потрібно, який не затримується погладити по голові, але йде прямо, бо має пройти великий шлях. Коли я його побачив уперше, я відчув щось всередині, і я сильно наблизився до віри».

## Дискографія

### LP
- 1972 — 'N bastardo venuto dar sud
- 1973 — L'evidenza dell'autunno
- 1975 — Secondo me, l'amore...
- 1976 — Tutto il resto è noia (Dischi Ricordi, SMRL 6199)
- 1977 — Tac...! (Dischi Ricordi, SMRL 6216)
- 1979 — Ti perdo (Dischi Ricordi, SMRL 6241)
- 1980 — Tuo Califano
- 1981 — La mia libertà
- 1982 — Buio e Luna piena
- 1983 — Io per amarti
- 1984 — Impronte digitali
- 1985 — Ma cambierà
- 1987 — Il bello della vita
- 1988 — Io
- 1989 — Coppia dove vai
- 1990 — Califano
- 1991 — Se il teatro è pieno
- 1994 — Ma io vivo
- 1995 — Giovani uomini
- 1999 — Tu nell'intimità
- 2009 — C'è bisogno d'amore

### Концертні
- 1975 — 24-07-1975 dalla Bussola, у La Bussola В'яреджо
- 1982 — In concerto dal Blue Moon di Ogliastro Marina, у Blue Moon Ogliastro Marina
- 1992 — In concerto dal Blue Moon di Ogliastro Marina 2, у Blue Moon Ogliastro Marina
- 2001 — Stasera canto io

### Збірки
- 1977 — Bastardo l'autunno e l'amore
- 1981 — Ritratto di Franco Califano
- 1983 — Super Califfo
- 2003 — Le luci della notte
- 2005 — Non escludo il ritorno

### Сингли
- 1962 — Ti raggiungerò / Amica malinconia
- 1966 — Non voglio vederti / Triste così
- 1973 — Ma che piagni a ffa' / Beata te...te dormi
- 1975 — Io me m'briaco
- 1976 — Me'nnamoro de te / Tutto il resto è noia
- 1977 — Io non piango / Tac…!
- 1981 — La mia libertà
- 1983 — Io per amarti

### Міні-альбом
- 2001 — Vive chi vive

## Фільмографія
- 1962 — Appuntamento in Riviera
- 1979 — Gardenia, il giustiziere della mala
- 1983 — Due strani papà
- 1998 — Viola bacia tutti
- 2008 — Questa notte è ancora nostra
- 2010 — Se fossi attimo